# Primera Regional de Mallorca
La Primera Regional de Mallorca constituye el séptimo nivel de competición de la liga española de fútbol en las Islas Baleares. Su organización corre a cargo de la Federación de Fútbol de las Islas Baleares.

## Sistema de competición
Consiste en un grupo para Mallorca con 20 equipos.
Cuando finaliza la liga ascienden los tres primeros clasificados a Primera Regional Preferente Grupo de Mallorca y descienden los dos últimos a Segunda Regional de Mallorca.

## Equipos 2021/22
|    | Club                            | Fundación | Ciudad                 | Estadio                                   |
| -- | ------------------------------- | --------- | ---------------------- | ----------------------------------------- |
| 1  | CE Algaida                      | 1971      |                        |                                           |
| 2  | CF Playas de Calviá "B"         | 1990      | Calviá                 | Polideportivo de Magaluf                  |
| 3  | CD Atlético Rafal               | 1965      |                        |                                           |
| 4  | CE Campanet                     | ?         | Campanet               | Camp Municipal de Campanet                |
| 5  | Pórtol FC                       | 2014      |                        |                                           |
| 6  | CD S'Horta                      | ?         | Felanich               | Campo de fútbol Sa Lleona                 |
| 7  | CF La Unión                     | 1985      |                        |                                           |
| 8  | UD Arenal                       | 1970      | Lluchmayor             | Campo municipal de El Arenal              |
| 9  | CD España                       | ?         | Lluchmayor             | Campo municipal de deportes de Lluchmayor |
| 10 | CE Montaura                     | ?         | Mancor del Valle       | Campo de futbol Montaura                  |
| 11 | SCD Independiente Campo Redondo | 1965      |                        |                                           |
| 12 | CE Escolar                      | 1945      |                        |                                           |
| 13 | CD Avance Llubí                 | 1936      |                        |                                           |
| 14 | CE Constància "B"               | 2015      |                        |                                           |
| 15 | FC Juventud C'an Picafort       | 2004      |                        |                                           |
| 16 | CE Athlètic Huialfàs            | 2018      |                        |                                           |
| 17 | Pollensa y Puerto FC            | ?         | Pollensa               |                                           |
| 18 | UE Santa María                  | ?         | Santa María del Camino | Camp Municipal d'Esports Antoni Gelabert  |
| 19 | CF Cala Millor                  | ?         | Son Servera            | Campo de fútbol Ses Eres                  |
| 20 | Porto Cristo FC                 | 1969      |                        |                                           |

## Otras Ligas
| 1.ª | Primera División de España   |
| 2.ª | Segunda División de España   |
| 3.ª | Primera División RFEF        |
| 4.ª | Segunda División RFEF        |
| 5.ª | Tercera División RFEF        |
| 6.ª | Primera Regional Preferente  |
| 7.ª | Primera Regional de Mallorca |
| 8.ª | Segunda Regional de Mallorca |
| 9.ª | Tercera Regional de Mallorca |

- Datos: Q5651166